# 百利大
百利大有限公司（港交所：0495），則是由怡富特別投資換取上市的，主要業務投資物業、紡織及科技智能等。而現時主席為羅晃，而目前最大股東是台灣華隆系翁明昌家族。
曾經是在1973年於香港交易所上市，當時名為怡富特別投資有限公司（JF Speical Holdings Limited，港交所除牌當時為0174.HK），一個封閉式基金。在1987年1月27日被外國商人收購股權，更名為「百利大」，1988年7月20日和百利大國際有限公司合併，成為百利大，在1993年開始停牌，到了1995年，被Five Star Investment Limited收購後復牌。
百利大（0495）公布，於2013年12月20日與江西銅業訂立臨時買賣協議，出售灣仔會展廣場辦公大樓45樓01室的總辦事處予江西銅業，代價3.3657億元，預期出售事項變現除稅前收益約2.62億元，將於（27日）復牌。於交易完成後，百利大將繼續於山頂道8、10及12號19個分層及1幢洋房未售物業項目
2015年6月17日百利大間接全資附屬Equal Force Limited於資本策略訂立買賣協議，以18.25億元出售山頂道8、10及12號19個分層及1幢洋房，33個停車位及5個摩托車停車位
百利大（495）以18.25億元出售山頂道8、10及12號19個分層及1幢洋房，33個停車位及5個摩托車停車位於2015年10月31日或以前交易正式完成。。
百利大（495）斥1.95億元向信和置業連購干德道Cluny Park兩伙位於3樓A及B室連平台特色戶，百利大分別購入3樓A室，實用2,551方呎，連1,046方呎平台，售價1.03億元，呎價40,376。而3樓B室，實用面積2,384方呎，連1,005方呎平台，售價9,200萬元，呎價38,591元。據了解，單位將作投資用途，是次入市，百利大須繳付4,582.5萬元印花稅。
百利大優先股（除牌前0642.HK），最後交易日為2016年12月23日，撤銷上市日期為2016年12月30日，贖回價為每股優先股0.25港元，在2016年12月31日實施。

## 外部連結
- 百利大有限公司